# Mittelrieden
Mittelrieden ist ein Gemeindeteil der Gemeinde Oberrieden im Landkreis Unterallgäu, Bayern.

## Geographie
Das Dorf Mittelrieden grenzt südlich an den Hauptort Oberrieden, nördlich an Unterrieden. Der Ortsteil ist durch die Hauptstraße an den Hauptort angebunden.

## Geschichte
Erstmals erwähnt wurde Mittelrieden 1285, als Heinrich von Mindelberg dem Augustinerkloster Mindelheim die Vogtei über die Kirchleute zu Mittelrieden schenkte. Im Jahre 1363 wurde Mittelrieden Mittelen-Rieden genannt. Die St.-Georgs-Kapelle wurde erstmals 1380 erwähnt, die 1527 und 1531 Sant Jörgen Kapell zu Mittelreiden genannt wurde.